# La Colpa, Il Pentimento, la Grazia

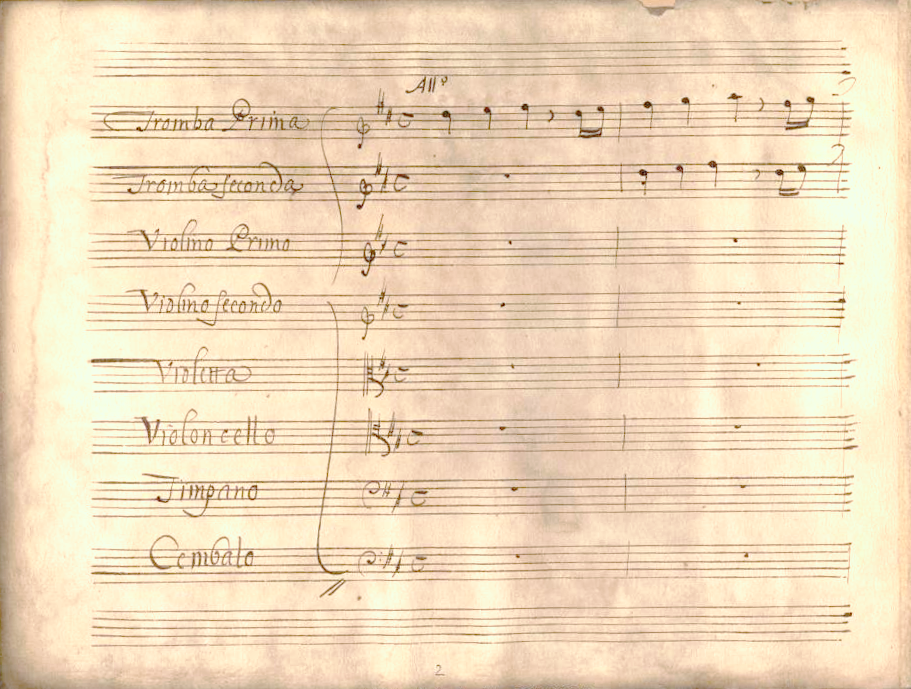
Première page de la partition de « La Colpa, Il Pentimento, La Grazia » : les deux trompettes, en canon, annoncent le début de l'oratorio.

La Colpa, il Pentimento, la Grazia (« la faute, la repentance, la grâce ») sous titré Oratorio per la Passione di nostro Signor Gesù Cristo, est un oratorio pour trois voix (SSA) et instruments d'Alessandro Scarlatti et sur un livret en italien du cardinal Pietro Ottoboni. Il est représenté le mercredi saint de 1708 au palazzo della Cancelleria (résidence du cardinal) à Rome, lors d'une saison particulièrement riche : 22 oratorios sont donnés, dont huit sur commande du cardinal Ottoboni — notamment Il martirio di santa Cecilia de Scarlatti. La Resurrezione de Haendel, est créé la semaine suivante. 
Le livret est basé sur les lamentations de Jérémie. La riche orchestration comprend trompettes, trombone, timbales, cordes et basse continue. Les récitatifs sont accompagnés de préférence par les cordes au lieu de l'habituel clavecin ou orgue.
L'oratorio est repris à Rome en 1721 et en 1725, peu de temps après la mort du musicien, dans une adaptation du livret en latin. Lors de la création, l'oratorio de Scarlatti est précédé d'une œuvre de son élève, Pietro Paolo Bencini, lntroduzione per la Passione (1706), sur un poème et pour une commande du cardinal. Le livret avait déjà été mis en musique par deux compositeurs inconnus les deux années précédentes.
La Colpa, avec Il giardino di rose (1707) et Il Dolore di Maria Vergine (1717), est l'une des œuvres maîtresses parmi les oratorios composés par Scarlatti et comme un paradigme du genre de l'oratorio romain de l'époque.

## Colpa, Pentimento e Grazia
Oratorio per la Passione di Nostro Signore Gesù Cristo
| Colpa      | soprano |
| Pentimento | alto    |
| Grazia     | soprano |

L'argument met en scène trois figures allégoriques : la faute, la repentance et la grâce, qui ne sont en fait que deux : l'homme (les deux premiers) et Dieu dans la grâce.

### Première partie
- Introduzzione
- Aria (Colpa) - "Fosso orrore il tutto ingpmbra"
- Recitativo (Colpa) - "Pende dall'alto di quel tronco esamgue"
- Duetto (Colpa e Pentimento) - "Cangio aspetto col perdono"
- Arioso (Pentimento) - "Come sola rimane"
- Aria (Pentimento) - "Spinta dal duolo, fra le catene"
- Arioso (Colpa) - "Le strade di Sion neglette sono"
- Aria (Grazia) - "Gerusalem pentita"
- Recitativo (Grazia, Colpa, Pentimento) - "Stende l'ali funeste in faccia al Sole"
- Duetto (Pentimento/Grazia) - "Piangerò/Piangi pur"
- Recitativo (Pentimento) - "Ma per render più grave"
- Arioso (Colpa) - "La Figlia di Sion non ha più in volto"
- Aria (Colpa) - "Gerusalem non ha"
- Arioso (Colpa) - "Passeggia per sentier sordido"
- Aria (Colpa) - "Mira, Signor, deh mira"
- Arioso (Grazia) - "Gerusalem ritorna!"
- Recitativo (Pentimento) - "Prenderò dal tuo lume"
- Aria (Pentimento) - "Io vorrei, che in me discesa"
- Arioso (Colpa) - "Vide Sion rapirsi"
- Aria a 3 (Grazia, Colpa, Pentimento) - "Gerusalemme ingrata"

### Seconde partie
- Aria (Pentimento) - "Ho un solo core in seno"
- Recitativo (Pentimento) - "Saggio pensier talor mi sgrida"
- Aria (Colpa) - "Pensa al tuo Dio trafitto"
- Recitativo (Pentimento, Grazia) - "Ne sparger contro me le tue querele"
- Aria (Grazia) - "Figli miei, spietati figli"
- Recitativo (Pentimento, Colpa) - "Pur troppo il so"
- Duetto (Colpa e Pentimento) - "Tu cagion sei del mio pianto"
- Arioso (Pentimento) - "Ingrato cuore"
- Aria (Pentimento) - "No, non ti voglio ingrato"
- Recitativo (Colpa) - "Ti guidi pur al lido"
- Arioso (Colpa) - "D'orror, di doglia pieno"
- Aria (Colpa) - "Trombe, che d'ogni intorno"
- Arioso/Recitativo (Pentimento, Grazia) - "Santo, Forte"
- Aria (Grazia) - "Qual rugiada, ch'il prato feconda"
- Recitativo (Pentimento) - "No, che non bramo contenti"
- Aria (Pentimento) - "Io ti sento nel mio seno"
- Recitativo (Colpa) - "Tormento è sempre la memoria mia"
- Aria (Colpa) - "Ma se l'uman potere"
- Recitativo (Pentimento, Colpa, Grazia) - "O quanto è ver, ch'a un'Anima pentita"
- Tutti (Grazia, Colpa, Pentimento) - "O Croce unica speme"

## Manuscrits
- Dresdre, Sächsische Landesbibliothek, D-Dl (Mus.2122-D-5)

## Discographie
- La Colpa, il Pentimento, la Grazia - Mechthild Bach, Petra Geitner, sopranos ; Kai Wessel, alto ; La Stagione, dir. Michael Schneider (18-22 mars 1991,  2CD Capriccio 10411/12)[4] (OCLC 783180546)
- La Colpa, il Pentimento, la Grazia - María Espada, soprano ; Lola Casariego, mezzo-soprano ; Martín Oro, contreténor ; Orquesta Barroca de Sevilla, dir. Eduardo López Banzo (septembre 2003, 2CD Harmonia Mundi HMI 987045.46)[5] (OCLC 611015451).

## Sources
- (en) Michael Schneider, « La Colpa, il Pentimento, la Grazia — Schneider », p. 10–12, Capriccio (10411/12), 1992 .